# Phibromia narecta
Phibromia narecta là một loài bướm đêm trong họ Noctuidae.